# Arbutus pavarii
Arbutus pavarii Pamp., 1936 è una pianta della famiglia Ericaceae, endemica della Cirenaica.

## Descrizione
Arbutus pavarii è un arbusto o un piccolo albero sempreverde, che cresce fino a 1,5–3 m (a volte fino a 6 m).
Il tronco e i rami possiedono una corteccia di colore rosso-marrone, a placche, che si sfalda in piccoli pezzi. I rami giovani possiedono una peluria ispida.
Le foglie, coriacee e lucide sulla faccia superiore, sono di forma ovale o oblungo-lanceolata, misurano da 4 a 11 cm di lunghezza e da 1,5 a 4 cm di larghezza. 
Il margine della foglia è quasi intero, finemente dentato. Il picciolo è lungo 4–10 mm.
Le infiorescenze sono terminali, con pannocchie pendenti. I singoli fiori si trovano sotto l'attaccatura ascellare di una brattea di supporto e sono lunghi 2–3 mm. 
Il calice, lungo circa 1 mm, è nudo e ha cinque lobi triangolari-ovali. La corona capovolta è di colore da bianco crema a rosa, a forma di brocca, lunga circa 8 mm, con cinque lobi incurvati, lunghi solamente 0,7–1 mm. 
Il frutto è sferico, con un diametro da 15 a 20 mm, carnoso, dapprima di colore giallo o arancione, quindi profondo cremisi o scarlatto, di superficie irregolare e verrucosa e con molti semi in ogni scomparto. 
I semi misurano 3,5 × 2 mm, hanno forma di pera, con superficie marrone e scanalata.
Arbutus pavarii fiorisce da fine ottobre a febbraio. Il frutto giunge a maturazione dopo otto mesi.

## Distribuzione e habitat
La specie è endemica della Libia, in particolare del Gebel Akhdar, sulla costa della Cirenaica. 
Si ritrova a quota compresa fra 150 e 550 m e nelle regioni con più di 350 mm di pioggia annuali. 
Come caratteristica di una propria associazione fitosociologica, la Junipero-Arbutetum pavarii, cresce con elevata continuità nella macchia assieme a Rhamnus lycioides subsp. oleoides, Juniperus phoenicea var. turbinata, Pistacia lentiscus, Olea europaea var. sylvestris, Smilax aspera, Phillyrea latifolia, Asparagus aphyllus, Ceratonia siliqua, Viola scorpiuroides, Calicotome villosa, Arum cyrenaicum, Cyclamen rohlfsianum e altre specie. Questa specie di pianta è presente anche nelle foreste di Quercus coccifera e di Cupressus sempervirens.

## Conservazione
La Lista rossa IUCN classifica Arbutus pavarii come specie prossima alla minaccia di estinzione (Near Threatened). La specie è a rischio a causa della piccola area di distribuzione, della fascia climatica limitata e dei fattori umani (utilizzo del legno, espansione dell'agricoltura, urbanizzazione, pascolo eccessivo).

## Usi
Arbutus pavarii fornisce un apprezzato miele, chiamato "Ashmari", utilizzato anche per scopi medicinali. 
I frutti sono un po' insipidi, ma sono commestibili sia freschi sia trasformati in marmellate. Il legno è usato come legna da ardere e per la produzione di carbone.